# Королева-жебрачка
«Королева-жебрачка» (англ. The Beggar Queen) — фентезійний роман американського письменника Ллойда Александера, заключна книга в трилогії Вестмарк.
Книжкову серію назвали «історичним фентезі, оскільки події, які в ній відбуваються, схоже на наше XVIII століття». Інша рецензія назвала другий том Вестмарку «вигаданим царством із пост-наполеонівською роллю».

## Сюжет
Міклі, колись звичайна вулична жебрачка, зараз королева Вестмарка. Царство процвітає, але в той же час у ньому навдивовиж неспокійно. Привиди минулого ховаються скрізь. Лихий міністр Каббарус, раніше висланий із Вестмарка, тепер планує захопити престол. Тео пам’ятає час, коли він був знаменитим Кестрелем, ведучи битви, які загрожували вбити його душу. Тепер він знову повинен долучитися до боротьби. Хто ж зрештою керуватиме долею Вестмарка?
Одна з відповідей на це питання — люди. Звичайні люди, здебільшого аноніми, зоештою повтсають, завдяки чому можливе остаточне повалення Каббара.
У книзі піднімаються моральні питання, особливо щодо вибору, наслідків збереження влади та зла, яке видається необхідним для уникнення війни. Тео намагається уникнути битву, проте виявляє, що це не можливо. Він обіцяє вбити Кабарруса (Тео одного разу врятував його життя в Вестмарку, у першій книзі трилогії).
Зрештою, багато персонажів загинули, включаючи Каббаруса, але не від руки Тео. Уряд на чолі з радою місцевих жителів починає повставати. Міклі, в одному з останніх своїх указів як королеви, оголошує, що вони й Тео одружені. Міклі бачить, що вони не можуть залишитися в країні, де вона була королевою. Наприкінці книги пара вирушає подорожувати світом разом зі своїми старими друзями, Лас Бомбасом та Мускетом.